# Dow Barāleh
Dow Barāleh (persiska: دُو بَرالِه, دُبرالَ, دوبِرالِه, Do Barāleh, دو براله) är en ort i Iran.   Den ligger i provinsen Hamadan, i den nordvästra delen av landet, 300 km väster om huvudstaden Teheran. Dow Barāleh ligger 1 797 meter över havet och antalet invånare är 288.
Terrängen runt Dow Barāleh är kuperad söderut, men norrut är den platt. Runt Dow Barāleh är det ganska tätbefolkat, med 80 invånare per kvadratkilometer. Närmaste större samhälle är Asadābād, 15,4 km sydost om Dow Barāleh. Trakten runt Dow Barāleh består i huvudsak av gräsmarker.